# Ida Maclean
Ida Smedley, conocida como Ida Maclean, (Birmingham, 14 de junio de 1877- 2 de marzo de 1944) fue una bioquímica inglesa y primera mujer admitida en la Chemical Society.

## Biografía
Ida Smedley (siendo "Smedley" su apellido de soltera y "Maclean" su apellido de casada) nació el 14 de junio de 1877 en Birmingham en una familia progresista, culta y acomodada. Sus padres, William T. Smedley y Annie Elizabeth Duckworth, enseñaron a sus dos hijas Ida y Constance y a su hijo Billy hasta los 9 años a leer, debatir, escuchar música y aprender idiomas, es decir, su educación no se limitó a la escuela sino que intentaron involucrar a sus hijos en las actividades que ellos mismos hacían en Sociedad, como ver obras de teatro, que aprendieran a tocar el violín y el piano y solfeo, les inculcaron el interés por la investigación científica, ya que valoraban mucho la educación, el aprendizaje y la independencia de pensamiento. La hermana menor, Constance Smedley, fue una gran autora de más de cuarenta libros que incluyen obras de teatro y novelas. En sus memorias, Crusaders, que publicó en 1929, incluyó un retrato de sus padres por el artista Maxwell Armfield, y relató que aunque Ida y ella divergieron en sus carreras, coincidieron en su participación en movimientos que promovían la libertad de pensamiento y derechos de las Mujeres.
Durante su infancia en la casa familiar, acudía la élite literaria y musical de la Sociedad de Birmingham de aquel momento.
Se casó en 1913 con el Dr. Hugh MacLean, profesor de Medicina en St Thomas' Hospital, con gran reputación y con el que tuvo dos hijos, Kenneth y Bárbara.

## Recorrido académico y profesional
A los nueve años, fue enviada a la King Edward VI (KEVI) High School for Girls en Birmingham, donde consideraban la ciencia, especialmente la química, esencial en la educación de las niñas.
En 1896 ingresó en Newnham College University of Cambridge a través una beca de estudio en Química y Fisiología. Mientras estaba en la Universidad, a las estudiantes no se les permitía recibir clases prácticas en los laboratorios propios de la Universidad, sino que para ello tenían laboratorios muy mal equipados e instalaciones muy rudimentarias con poco presupuesto.
Después de graduarse en 1899, se tomó un tiempo para tomar lecciones de oratoria y de teatro en Londres. Se convirtió al final en una oradora segura de sí misma y carismática, y esto le sirvió años más tarde cuando fundó la Federación Británica de Mujeres Universitarias. En este periodo siguió solicitando becas de investigación y, un año más tarde recibió la Beca Bathurst para trabajar con Henry Armstrong en el Central Technical College para realizar su posgrado. Le sorprendió mucho, ya que Armstrong no estaba a favor de que las Mujeres estuvieran en equipos de investigación, pero aun así la aceptó dejando sus prejuicios a un lado después de conocerla. Durante dos años estudió la causa del color en los dinitrobencenos entrando en la química orgánica, hasta que su beca acabó. 
En 1903, volvió brevemente a Newnham College como “demonstrator in chemistry”, pero renunció un año más tarde para dedicarse completamente a la investigación en Davy–Faraday Laboratory of the Royal Institution en Londres. y allí acabó el trabajo que había empezado durante su beca Bathurst, el cual le otorgó su título de Doctorada en Ciencias por la Universidad de Londres.
En 1906, fue nombrada “Assistant Lectureship in Chemistry” en la Universidad de Mánchester convirtiéndose en la primera mujer en el Personal Académico del Departamento de Química, aunque no podía asistir a las reuniones de la Sociedad de Química Estudiantil, puesto que se excluían a las mujeres. Fue entonces cuando se encontró con grandes dificultades de obtener recursos para sus investigaciones.

En 1911 recibió una Beca personal de Investigación Beit, prestigiosa y bien financiada en Química. Se mudó a Londres y comenzó a trabajar en los laboratorios Bioquímicos del Instituto Lister de Medicina Preventiva, quien en aquel momento, Arthur Harden, era el director. Esto le permitió pasar a la bioquímica, donde realizó su mayor trabajo de investigación, el metabolismo de los ácidos grasos. Y ese mismo año publicó un artículo de Investigación en el Journal of the Chemical Society titulado The Condensation of Crotonaldehyde en el que sugirió que en la síntesis de ácidos grasos a partir de carbohidratos, que ocurre dentro del cuerpo animal, se podría dar una reacción de tipo aldólica porque cuando los ácidos grasos superiores se condensan los productos de esta reacción contienen cadenas de carbono ramificadas. Así que examinó el efecto del enlace etenoidal en la condensación aldólica, eligiendo el crotonaldehído para la investigación. 

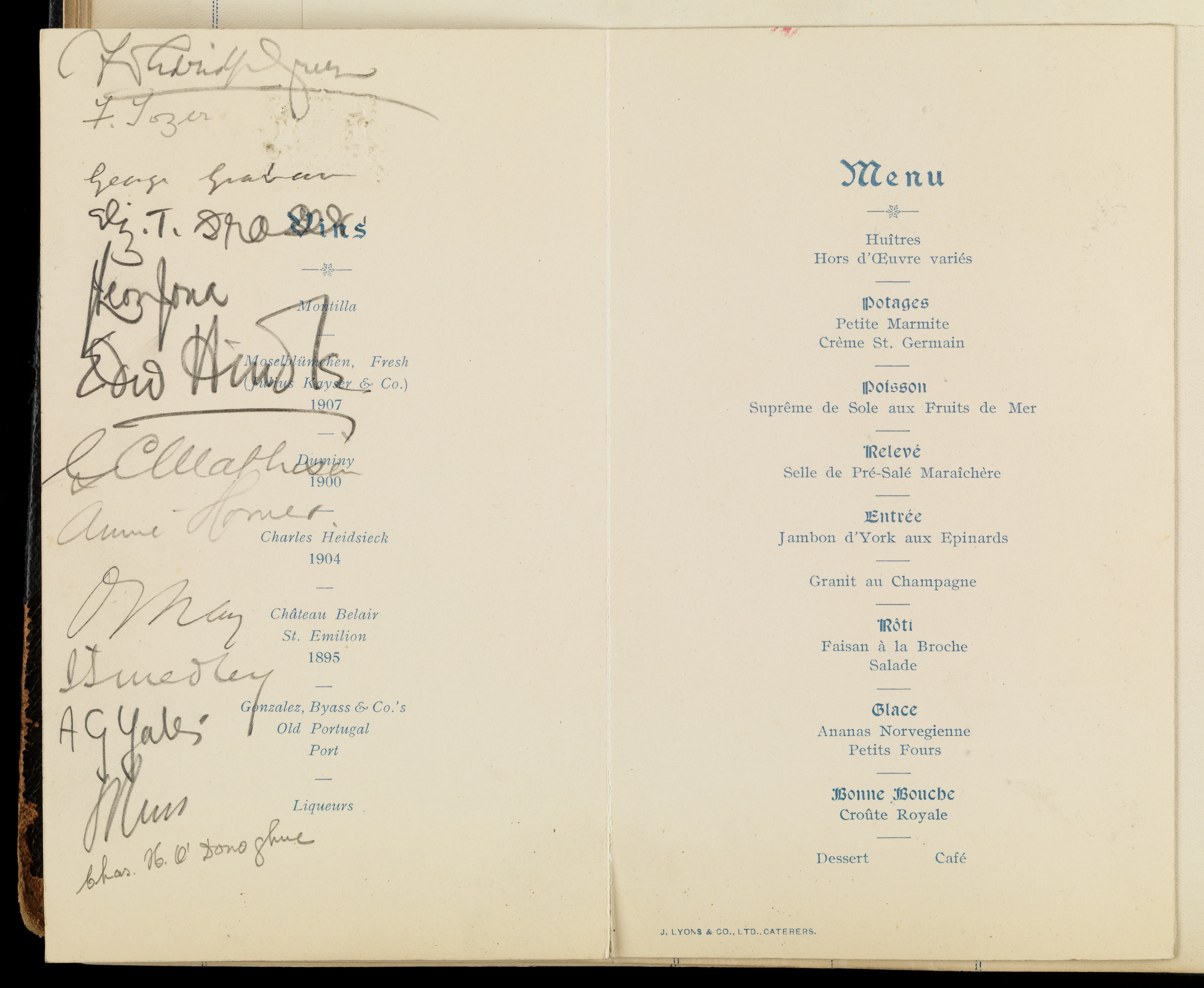
Imagen del Menú de cena de los ganadores de Becas Beit donde podemos ver la firma de Ida Smedley (cuarta firma desde abajo).

En 1912, puesto que en ese momento existía una gran incertidumbre sobre la constitución de los ácidos grasos que contenía la mantequilla a pesar de que se ha trabajado mucho sobre ello, Ida publicó un artículo en el Biochemical Journal titulado “The Fatty Acids of Butter" donde no encontró ninguna evidencia de la presencia de ácido acético en la mantequilla, pero sí encontró presencia de ácido capróico, que contiene una estructura no ramificada y de ácido esteárico Y descubrió que la composición de ácidos grasos presentes de la mantequilla no presentaban ramificaciones, és decir, eran una cadena lineal de número par de átomos de carbono, y propuso una vía por las cuales se podrían biosintetizar en el organismo.
En 1913 se centró en la hipótesis de que el ácido pirúvico era importante para la síntesis de ácidos grasos en el organismo y propuso un mecanismo en un artículo teórico publicado en el Biochemical Journal junto con Eva Lubrzynska titulado “The biochemical synthesis of fatty acids” en el que demostró que los ácidos grasos podrían construirse a partir de componentes más pequeños derivados de los carbohidratos y propuso un probable precursor, el ácido pirúvico, al cual para alargar las cadenas se le añadirían 2 átomos de carbono a la vez.
En 1914 la invitaron a postularse como Cátedra de bioquímica en la Universidad de Londres, pero el comité al ver que estaba embarazada de su primer hijo, Kenneth, canceló su solicitud excluyendo así a Ida de su trabajo para que se comprometiera con la vida doméstica, que según su criterio, le correspondía como Mujer.
Durante la Primera Guerra Mundial, trabajó para el Ministerio de Municiones ofreciendo su laboratorio en Lister y sus conocimientos al Doctor Chaim Weizmann para la producción de acetona a partir de almidón por fermentación, ya que la acetona era fundamental para la producción de explosivo puesto que es un ingrediente crucial en la síntesis de cordita, importación de la cual estaba bloqueada por los Alemanes. Aunque su papel no fue reconocido por Weizmann después sabemos de su cooperación por lo que escribía Ida en sus diarios.
En 1920, volvió a dedicarse a su investigación en Lister en el modo de síntesis de grasas y carbohidratos en la levadura. y publicó en el Biochemical Journal un artículo de investigación titulado “The Nature of Yeast Fat”, un tema en el que trabajó muchos años puesto que en ese momento no se conocía bien la naturaleza y la composición de la grasa presente en organismos vivos, y consideró que realizar un estudio preliminar con organismos más simples como la levadura en un entorno y condiciones de crecimiento controladas podría aportar mucha información sobre esto. Gracias a este estudio concluyó que existía presencia de los ácidos palmítico, oleico, linoleico, láurico y araquidónico en la grasa de levadura.
En 1927 publicó junto a Hugh MacLean una monografía titulada “Lecithin and Allied Substances – the Lipins”, donde hablan de la química y nomenclatura de las Lipinas, los métodos de extracción, aislamiento y purificación de éstas y su función desde el punto de vista biológico.
Después de ser otorgado a Gowland Hopkins el Premio Nobel de Química en 1912 por el descubrimiento de que la Vitamina A era necesaria para el crecimiento de ratas jóvenes, en 1920 se creó un Comité de Vitaminas del cual ella era miembro y en el que también estaban Edward Mellanby, que descubrió que la deficiencia de la vitamina D era la causa de la enfermedad raquitismo, Otto Rosenheim, miembro fundador de la Sociedad Bioquímica, Mary Christine Rosenheim, la cual trabajó por la admisión de las mujeres en las Sociedades Científicas al igual que Ida, Jack Drummond, que aisló por primera vez la Vitamina A pura, y Margaret Hume, la cual catalogó una lista de enfermedades causadas por malnutrición como escorbuto o raquitismo y que dedicó su vida al estudio de la desnutrición y la relación con daños óseos. Así que se centró en el estudio de las vitaminas y publicó en el Biochemical Journal en 1928 junto a Hannah Henderson Smith un artículo titulado “The examination of yeast fat for the presence of vitamins A and D irradiation of vitamin D after irradiation” en el que los resultados obtenidos mostraron que la adición de grasa de levadura a una dieta deficiente en vitaminas liposolubles (vitaminas A y D) producía tanto un mayor crecimiento como una mayor calcificación de los huesos.
En 1929 publicó en el Biochemical Journal un artículo titulado “The catalytic action of cupric salts in promoting the oxidation of fatty acids by hydrogen peroxide” junto con Alice Battie donde descubrió que el peróxido de hidrógeno, usando como catalizador una sal cúprica, es un fuerte antioxidante sobre los ácidos grasos.
En 1931 publicó en el Biochemical Journal un artículo titulado “The Nature of the lipoid matter extracted from green leaves (spinach and cabbage)” junto con Dorothy Louisa Collison, siguiendo con el trabajo de investigación sobre las vitaminas centrándose esta vez en la vitamina C y los ácidos grasos presentes en estas hojas, como el ácido palmítico, oleico, linolénico y linoleico.
En 1932 publicó en el Biochemical Journal junto a Annie Phyllis Ponsford, doctoranda que trabajaba en el laboratorio de Ida, varios artículos titulados “The influence of succinic, fumaric, malic and acetic acids on the deposition of liver-glycogen” y “The oxidation of the fatty dibasic acids and laevulic acid by hydrogen dioxide in presence of a cupric salt” en los que investigaban el efecto de añadir ácido succínico, málico, fumárico y acético a la dieta pobre en grasa de ratas y llegaron a la conclusión de que añadir los tres primeros ácidos hace que aumente el contenido de glucógeno en el hígado de éstas, pero no obtienen el mismo resultado al añadir ácido acético. Además describieron a la perfección el proceso de oxidación.
En 1935 publicó en el Biochemical Journal junto a Anne McAnally varios artículos titulados “The synthesis of reserve carbohydrate by yeast part 1 and part 2” y "The synthesis of reserve carbohydrate by yeast: The effect of fluoride", donde demostraron primero que la levadura extraída de la cerveza almacenaba mayores cantidades de glucógeno si había estado incubada con maltosa en vez de glucosa, fructosa o sacarosa a la misma concentración, puesto que la levadura asimila directamente la maltosa y la convierte en carbohidrato de reserva. Esta fue la primera vez que se registró la síntesis biológica directa de glucógeno a partir de maltosa en levadura. Y segundo llegaron a la conclusión de que a mayor concentración de fluoruro mayor inhibición de la síntesis de glucógeno en las células de la levadura.
Desde 1935 hasta 1938, su interés se centró en continuar los experimentos de G. O. Burr y M. M. Burr que realizaron en la Universidad de Berkeley sobre la deficiencia de grasa en ratas, lo que se llamó entonces “la enfermedad de deficiencia de grasas”, que consistía en que las ratas alimentadas con una dieta continuada en ausencia de grasas pero rica en carbohidratos y proteínas tenían retraso en el crecimiento, piel seca y escamosa y en si había una posible relación entre el desarrollo de tumores y la deficiencia de grasa en la dieta y trabajó con el “Royal Marsden Hospital”, más conocido como “Hospital del Cáncer”. De esta nueva etapa de investigación publicó en el Biochemical Journal, junto a Leslie Nunn, varios artículos titulados “The nature of the fatty acids stored by the liver in the fat deficiency disease of rats”, “Fat-deficiency disease of rats, the effect of doses of methyl arachidonate and linoleate on fat metabolism, with a note on the estimation of arachidonic acid” y “Fat deficiency disease of rats. The relation of the essential unsaturated acids to tumour formation in the albino ray on normal diet” en los que demostraron, después de muchos años investigando y refinando los componentes ausentes en la dieta de estos animales y de la grasa almacenada de éstos, que si se añadían cantidades pequeñas de vitaminas no se conseguía revertir la situación, pero si se añadían de ácido linoleico y ácido linolénico sí que se volvía a promover el crecimiento de las ratas y revertir la situación que comprometía la vida de estos animales, así que consideraron que estos ácidos grasos insaturados son esenciales para el correcto funcionamiento del metabolismo de los seres vivos, lo que ahora conocemos como ácidos grasos omega3 y ácidos grasos omega6. Propuso que el ácido linoleico podría convertirse, in vivo, en el ácido araquidónico, un ácido graso polinsaturado de veinte carbonos, que es el precursor de las prostaglandinas y publicó su estructura y la posición correcta de las insaturaciones en la cadena del ácido araquidónico. Este trabajo le otorgó muchos más reconocimientos puesto que era un trabajo muy prometedor y de mucho mérito visto que usaba técnicas tradicionales sin espectroscopia moderna, tanto que Arthur Harden, Premio Nobel de Química en 1929, la animó a seguir con su investigación.
Durante la Segunda Guerra Mundial, el ayuntamiento de Chelsea, donde ella vivía en ese momento demandó utensilios de cocina para fundirlos y usarlos para la fabricación de aviones e Ida llevó todas sus cacerolas de aluminio para ese fin y trabajó muy duro en escribir su libro, The Metabolism of Fat, una monografía muy completa con el fin de proporcionar a todo lector con conocimientos previos sobre el tema o sin ellos, la información que había recopilado durante todos sus años de investigación sobre este tema que tanto le apasionaba, el cual le proporcionó su reputación en el mundo científico. Trata de 7 capítulos donde se explica, la síntesis, la constitución, la oxidación in vivo e in vitro, el transporte y el papel de los ácidos grasos en el organismo.

## Compromisos con la Mujer
Ida Smedley fue una mujer bioquímica feminista, con gran reconocimiento en Química y Bioquímica, donde consiguió un récord único entre las mujeres de su generación como líder en el mundo científico. 
Durante su estancia en el Newham College conoció a dos mujeres pioneras en el mundo científico años más tarde, Winifred Cullis, primera mujer profesora de Medicina y Beatrice Thomas, profesora de Química en Girton College en Cambridge.
Encabezó en 1897 su primer movimiento para conseguir que las mujeres estudiantes pudieran obtener becas y ser miembros de la Comunidad Académica y Científica, pero se encontró con gran oposición de muchos estudiantes Universitarios hombres que, al final, consiguieron revocar el movimiento. 
Durante su estancia en Central Technical College encabezó otro movimiento para promover la admisión de mujeres en la Sociedad Química argumentando que se habían publicado hasta 300 artículos científicos de 150 autoras desde 1873, pero volvió a fracasar.
En marzo de 1907, convocó una reunión en la biblioteca del High School for Girls en Mánchester, en la que asistieron diecisiete mujeres Universitarias y profesionales para considerar establecer una British Federation of University Women (BFUW) con la intención de trabajar como una Organización Unida, para facilitar la expresión, la intra e intercomunicación de una opinión común por parte de Mujeres Universitarias de diferentes Universidades en los asuntos que les incumben, ayudar a las mujeres a ascender en el Personal Universitario o similar y recaudar fondos para sus investigaciones. Su iniciativa salió adelante convirtiéndose en Fundadora de la Federación, en los inicios secretaria y años más tarde en presidenta.
Su primer logro en la BFUW fue encontrar alojamiento y puestos de trabajo para Mujeres en uno de los hospitales en Mánchester más importantes del momento mediante una reunión con las autoridades del Hospital.
Pero no se detuvo ahí, participó activamente en reivindicar los Derechos de las Mujeres fuera del mundo científico. En 1913, cuando era secretaria de la BFUW, escribió en nombre de la Federación al Ministro del Interior de aquel momento, Reginald Mckenna, explicando su preocupación de que puestos administrativos superiores en las cárceles de mujeres estaban ocupados por hombres, y le argumentó las ventajas éstos como el gobernadora o funcionaria médica fueran ocupados por mujeres.
Luchó durante décadas por mejorar la posición de la Mujer en las Universidades y la admisión de éstas en la Sociedad Química, siendo ella la primera mujer miembro de la Sociedad Química en Londres y después nombraron a Harriette Chick y Murial Wheldaleen. Años más tarde fue nombrada Miembro del Consejo.

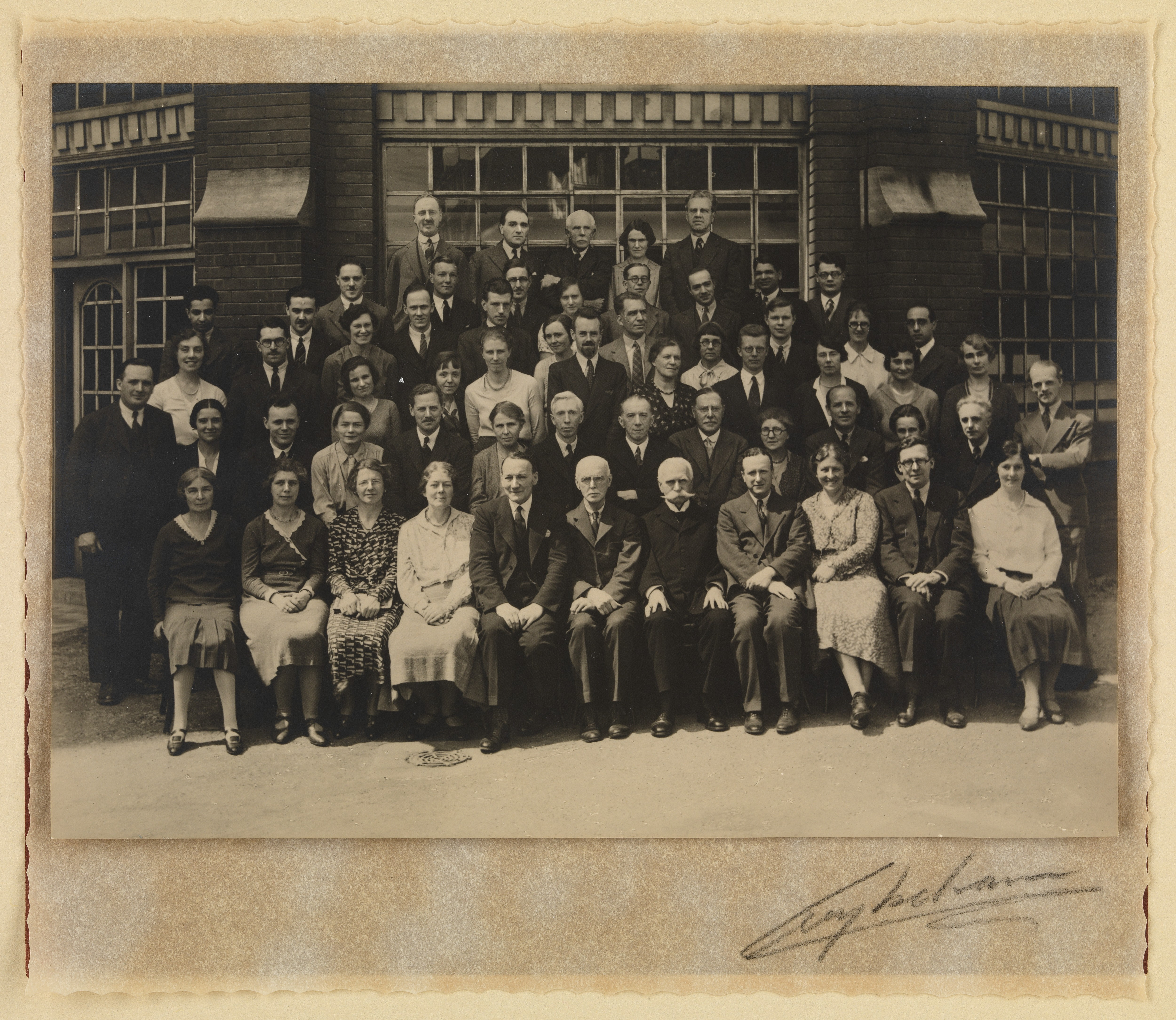
Imagen del grupo Lister donde podemos ver a Ida Smedley en el centro como miembro del equipo y a algunas mujeres.

Años más tarde, cuando la BFUW estaba bien establecida en todo el país y con diferentes sucursales en otras Ciudades Universitarias, se creó la Federación Internacional y se añadieron nuevos objetivos:
- Oportunidades para las Mujeres en la Academia fomentando la investigación original con becas Internacionales. Siendo este objetivo de gran interés para Ida.
- Mejorar la situación de las Mujeres graduadas en el mundo laboral.
- Recopilar estadísticas relacionadas con la Educación Universitaria de las Mujeres y el progreso en el trabajo.
- Proporcionar instalaciones para mujeres trabajadoras donde podrían reunirse en un ambiente agradable, club.

En 1920 Ida hizo una gira de conferencias por EE. UU. junto con Caroline Spurgeon, la primera mujer en Inglaterra en ser nombrada profesora y Winifred Cullis, invitadas por la Federación Americana de Mujeres Universitarias con el objetivo de aprender más sobre la recaudación de fondos y donaciones en las asociaciones. Se anunció su llegada en varios periódicos estadounidenses como The New York Times como “Distinguida Mujer Científica Inglesa”. A su vuelta se embarcó en un nuevo propósito con la BFUW, dar la oportunidad a mujeres académicas mediante becas a realizar estudios avanzados y trabajar no solo en su país sino en otros. Recaudó fondos con lo aprendido en EE. UU. y en 1926, construyó un alojamiento residencial, Crosby Hall, para mujeres estudiantes extranjeras que estudiaran en Londres, lugar donde años más tarde ayudaron a Betty Heimannm, a la señorita von Oertzen y a Emmy Klienerberger, miembros de la Federación Alemana de Mujeres Universitarias que huían del caos de la guerra.
No solo se centró únicamente en su propio trabajo, sino que estaba muy comprometida en colaborar en investigaciones o proyectos de otras mujeres, como por ejemplo colaboró con Dorothy Hoffert, profesora de química, con Ethel Thomas, directora del departamento de Biología en la universidad de Leicester y con Margaret Hume, Hannah Henderson, Ethel Luce, Edith Clenshaw, y Dorothy Collison.
Celebró los logros de otras mujeres y disfrutó de conocer a mujeres exitosas como Dorothy Crowfoot, que en 1964 recibió el premio Nobel de Química por resolver la estructura de la vitamina B12 mediante cristalografía de rayos X en una de las reuniones de la Sociedad Química donde cada vez asistían más mujeres muy prometedoras. Y también conoció a la Sra. Mallowan, más conocida como Agatha Christie, en una de las reuniones y celebraciones de la BFUW. E hizo campaña a lo largo de su vida por mejores oportunidades para las mujeres profesionales.

## Publicaciones
Los trabajos de investigación publicados por ella en las revistas profesionales sabía que le servían no solo para comunicar sus hallazgos científicos sino para crearse una reputación y un perfil profesional (recopilación de todas las publicaciones de Ida en Biochemical Journal):
1. Smedley, Ida (6 de mayo de 1912). «The action of the liver on the simpler sugars». The Journal of Physiology 44 (3): 203-205. ISSN 0022-3751. doi:10.1113/jphysiol.1912.sp001510
2. Smedley, I. (1912, 19 septiembre). THE FATTY ACIDS OF BUTTER. Bio-Chemical DepartmentSmedley, Ida (1 de enero de 1912). «The Fatty Acids of Butter». Biochemical Journal 6 (4): 451-461. ISSN 0306-3283. doi:10.1042/bj0060451.
3. Smedley, Ida; Lubrzynska, Eva (1 de julio de 1913). «The Biochemical Synthesis of the Fatty Acids». Biochemical Journal 7 (4): 364-374. ISSN 0306-3283. doi:10.1042/bj0070364.
4. MacLean, Ida Smedley (1 de diciembre de 1913). «The Estimation of Pyruvic Acid». Biochemical Journal 7 (6): 611-615. ISSN 0306-3283. doi:10.1042/bj0070611.
5. MacLean, Ida Smedley; Thomas, Ethel Mary (1 de julio de 1920). «The Nature of Yeast Fat». Biochemical Journal 14 (3-4): 483-493. ISSN 0306-3283. doi:10.1042/bj0140483
6. Maclean, Ida Smedley; Hoffert, Dorothy (1 de enero de 1923). «Carbohydrate and Fat Metabolism in Yeast». Biochemical Journal 17 (6): 720-741. ISSN 0306-3283. doi:10.1042/bj0170720.
7. Daubney, Charles Gaspard; Maclean, Ida Smedley (1 de enero de 1927). «The Carbohydrate and Fat Metabolism of Yeast». Biochemical Journal 21 (2): 373-385. ISSN 0306-3283. doi:10.1042/bj0210373.
8. Wylie, H. Boyd (1927-04). «Lecithin and Allied Substances: the Lipins. Second edition (MacLean, Hugh; MacLean, Ida Smedley)». Journal of Chemical Education 4 (4): 549. ISSN 0021-9584. doi:10.1021/ed004p549.2.
9. Smedley-Maclean, Ida (1 de enero de 1928). «The isolation of a second sterol from yeast-fat». Biochemical Journal 22 (1): 22-26. ISSN 0306-3283. doi:10.1042/bj0220022.
10. Hume, Eleanor Margaret; Smith, Hannah Henderson; Smedley-Maclean, Ida (1 de enero de 1928). «The examination of irradiated zymosterol for the presence of vitamin D». Biochemical Journal 22 (4): 980-986.1. ISSN 0306-3283. doi:10.1042/bj0220980.
11. Hume, Eleanor Margaret; Smith, Hannah Henderson; Smedley-Maclean, Ida (1 de enero de 1928). «The examination of yeast-fat for the presence of vitamins A and D before irradiation and of vitamin D after irradiation». Biochemical Journal 22 (1): 27-33. ISSN 0306-3283. doi:10.1042/bj0220027.
12. Clenshaw, Edith; Smedley-Maclean, Ida (1 de enero de 1929). «The nature of the unsaponifiable fraction of the lipoid matter extracted from green leaves». Biochemical Journal 23 (1): 107-109. ISSN 0306-3283. doi:10.1042/bj0230107.
13. Battie, Marion Alice; Smedley-Maclean, Ida (1 de enero de 1929). «The catalytic action of cupric salts in promoting the oxidation of fatty acids by hydrogen peroxide». Biochemical Journal 23 (4): 593-599. ISSN 0306-3283. doi:10.1042/bj0230593.
14. Collison, Dorothy Louisa; Hume, Eleanor Margaret; Smedley-Maclean, Ida; Smith, Hannah Henderson (1 de enero de 1929). «The nature of the vitamin A constituent of green leaves». Biochemical Journal 23 (4): 634-647. ISSN 0306-3283. doi:10.1042/bj0230634.
15. Smedley-Maclean, Ida; Pearce, Margaret Sarah Beavan (1 de enero de 1931). «The oxidation of oleic acid by means of hydrogen peroxide with and without the addition of copper sulphate: a possible analogy with its oxidation in vivo». Biochemical Journal 25 (4): 1252-1266. ISSN 0306-3283. doi:10.1042/bj0251252.
16. Smedley-MacLean, I. (1932-06). «The Chemistry of the Lipins». Annual Review of Biochemistry 1 (1): 135-150. ISSN 0066-4154. doi:10.1146/annurev.bi.01.070132.001031.
17. Ponsford, Annie Phyllis; Smedley-Maclean, Ida (1 de enero de 1932). «The influence of succinic, fumaric, malic and acetic acids on the deposition of liver-glycogen». Biochemical Journal 26 (4): 1340-1344. ISSN 0306-3283. doi:10.1042/bj0261340.
18. Smedley-Maclean, Ida; Pearce, Margaret Sarah Beavan (1 de enero de 1934). «The oxidation of palmitic acid by means of hydrogen dioxide in the presence of a cupric salt». Biochemical Journal 28 (2): 486-494. ISSN 0306-3283.
19. Ponsford, Annie Phyllis; Smedley-Maclean, Ida (1 de enero de 1934). «The oxidation of the fatty dibasic acids and of laevulic acid by hydrogen dioxide in presence of a cupric salt». Biochemical Journal 28 (3): 892-897. ISSN 0306-3283. doi:10.1042/bj0280892
20. Jones, Robert Owen; Smedley-Maclean, Ida (1 de julio de 1935). «The oxidation of the fatty acids in vitro, with especial reference to the oxidation of β-hydroxybutyric and acetoacetic acids». Biochemical Journal 29 (7): 1690-1701. ISSN 0306-3283. doi:10.1042/bj0291690.
21. McAnally, Rachel Anne; Smedley-Maclean, Ida (1 de agosto de 1935). «The synthesis of reserve carbohydrate by yeast». Biochemical Journal 29 (8): 1872-1876. ISSN 0306-3283. doi:10.1042/bj0291872.
22. Jones, Robert Owen; Smedley-Maclean, Ida (1 de agosto de 1935). «The oxidation of phenyl derivatives of fatty acids with hydrogen peroxide in the presence of copper». Biochemical Journal 29 (8): 1877-1880. ISSN 0306-3283. doi:10.1042/bj0291877.
23. Nunn, Leslie Charles Alfred; Smedley-Maclean, Ida (1 de diciembre de 1935). «The oxidation products of the unsaturated acids of linseed oil». Biochemical Journal 29 (12): 2742-2745. ISSN 0306-3283. doi:10.1042/bj0292742.
24. Macleod, Leslie Dundonald; Smedley-Maclean, Ida (1 de septiembre de 1938). «The carbohydrate and fat metabolism of yeast». Biochemical Journal 32 (9): 1571-1582. ISSN 0306-3283. doi:10.1042/bj0321571.
25. Nunn, Leslie Charles Alfred; Smedley-Maclean, Ida (1 de noviembre de 1938). «The oxidation products of the unsaturated acids of linseed oil». Biochemical Journal 32 (11): 1974-1981. ISSN 0306-3283. doi:10.1042/bj0321974.
26. Nunn, Leslie Charles Alfred; Smedley-Maclean, Ida (1 de diciembre de 1938). «The nature of the fatty acids stored by the liver in the fat-deficiency disease of rats». Biochemical Journal 32 (12): 2178-2184. ISSN 0306-3283. doi:10.1042/bj0322178.
27. Hume, Eleanor Margaret; Nunn, Leslie Charles Alfred; Smedley-Maclean, Ida; Smith, Hannah Henderson (1 de diciembre de 1938). «Studies of the essential unsaturated fatty acids in their relation to the fat-deficiency disease of rats». Biochemical Journal 32 (12): 2162-2177. ISSN 0306-3283. doi:10.1042/bj0322162.
28. Smedley-Maclean, Ida; Nunn, Leslie Charles Alfred (1 de junio de 1940). «Fat-deficiency disease of rats. The effect of doses of methyl arachidonate and linoleate on fat metabolism, with a note on the estimation of arachidonic acid». Biochemical Journal 34 (6): 884-902. ISSN 0306-3283. doi:10.1042/bj0340884.
29. Hevesy, G. C.; Smedley-Maclean, Ida (1 de junio de 1940). «The synthesis of phospholipin in rats fed on the fat-deficient diet». Biochemical Journal 34 (6): 903-905. ISSN 0306-3283. doi:10.1042/bj0340903.
30. Hume, Eleanor Margaret; Nunn, Leslie Charles Alfred; Smedley-Maclean, Ida; Smith, Hannah Henderson (1 de junio de 1940). «Fat-deficiency disease of rats. The relative curative potencies of methyl linoleate and methyl arachidonate with a note on the action of the methyl esters of fatty acids from cod liver oil». Biochemical Journal 34 (6): 879-883. ISSN 0306-3283. doi:10.1042/bj0340879.
31. Dolby, Doris Elaine; Nunn, Leslie Charles Alfred; Smedley-Maclean, Ida (1 de noviembre de 1940). «The constitution of arachidonic acid (preliminary communication)». Biochemical Journal 34 (10-11): 1422-1426. ISSN 0306-3283. doi:10.1042/bj0341422.
32. Smedley-Maclean, Ida; Nunn, Leslie Charles Alfred (1 de septiembre de 1941). «Fat-deficiency disease of rats. The relation of the essential unsaturated acids to tumour formation in the albino rat on normal diet». Biochemical Journal 35 (8-9): 983-989. ISSN 0306-3283. doi:10.1042/bj0350983.
33. Arcus, C. L.; Smedley-Maclean, I. (1 de abril de 1943). «The structure of arachidonic and linoleic acids». Biochemical Journal 37 (1): 1-6. ISSN 0306-3283. doi:10.1042/bj0370001.
34. Smedley MacLean, I. (1943). The Metabolism of Fat. London, Methuen & Co. Ltd.

## Muerte
Durante más de la mitad de su vida batalló contra la ciática, dolencia que, al final, convivió con ella hasta que a principios de 1942 le diagnosticaron neuritis, pero como el tratamiento no surtía efecto le realizaron un examen más a fondo incluyendo radiografías del lugar donde le nacía el dolor, y al final todo esto mostró que padecía un cáncer en estadio metastásico extendido a los huesos y murió el 2 de marzo de 1944 en el University College Hospital en Londres y su cuerpo fue incinerado.
En su último diario escribió “logré todo lo que me propuse”.

## Honores, premios y legado
En 1904, Brisbane Courier describió a Ida como “la química líder de Inglaterra”.
En 1910, Newspaper’s King Edward’s Foundation escribieron: "Miss Ida Smedley D.S.C, has the distinction of being the first woman to be swarded one of the Beit Memorial Fellowships for Medical Research. Ten Fellowships were awarded, but Miss Smedley was the only women to obtain one”.
La principal sufragista Millicent Garret Fawcett felicitó a Ida por recibir su beca Beit: “My Dear Miss Smedley, May I offer my very hearty congratulations on your appointment to the Beit fellowship. It gives me very sincere satisfactions and will be an advantage to the W.S [Women’s Suffrage] cause”.
En 1913, su trabajo publicado sobre los ácidos grasos fue reconocido Internacionalmente y fue galardonado como “la contribución más destacada del año al reconocimiento científico” recibiendo así el Premio Ellen Richards de la Asociación Americana de Mujeres Universitarias para la Mujer, y fue muy mencionada junto con Marie Curie y Marie Stopes.
En 1915, King's College decidió que se debería nombrar a un Lector en Química y declaró que: “… other things being equal, a woman should be appointed to the Readership in Chemistry and that under present conditions it would be of great value to the Department to secure the services of a woman with the high scientific standing and personality of Dr. Ida Smedley Maclean.” 
Después de la muerte de Ida, la International Federation of University Women, el 6 de mayo de ese mismo año publicaban una esquela en Nature: "That the Fellowship Awards Committee of the International Federation of University Women records its grief at the grave loss suffered in the death of Ida Smedley-MacLean who for so many years played a leading part in the establishment and awarding of our International Fellowships, and who in her own work set a high standard in that type of scholarly research which we have tried to foster".
Dentro de la British Federation of Women Graduates de hoy en día, han concedido premios y becas en nombre de Ida Smedley MacLean a lo largo de los años:
- En 2021 decidieron otorgar el Premio Ida Smedley Maclean a Maribel Schonewolff en la Universidad de Oxford por estudiar la regulación de la ubiquitina de la señalización inflamatoria usando un enfoque biofísico y bioquímico estructural.
- En 2022, la BFWG concedieron la beca Ida Smedley MacLean a Elisa Genovesi por desarrollar y evaluar un programa piloto para ayudar a los maestros a apoyar a los niños con discapacidades del desarrollo en entornos escolares ordinarios en Etiopía.